# Nicktoons (Latinoamérica)
Nicktoons fue un canal de televisión por suscripción latinoamericano de origen estadounidense, propiedad de Paramount Global, en el cual se emitían las mismas caricaturas del canal hermano Nickelodeon. Empezó a emitir desde el 4 de febrero de 2013, aunque desde el 20 de diciembre de 1996, se emitía como un bloque de programación dentro de Nickelodeon.
En septiembre de 2020, el canal fue retirado de casi todas las cableoperadoras en Latinoamérica y lo remplazaron manualmente por NickMusic.

## Historia

### Bloque de programación
NickToons fue lanzado originalmente como un bloque de programación por Nickelodeon Latinoamérica el 20 de diciembre de 1996, con el comienzo de emisiones del canal. Era un espacio de 2 horas que transmitía series animadas del canal como Rugrats, Doug, La vida moderna de Rocko y ¡Aaahh! Monstruos de verdad. Tres años después, en 1999, el bloque sumó más caricaturas originales como Oye Arnold!, Los Castores Cascarrabias, CatDog, KaBlam! y Los Thornberrys. En ese mismo año, NickToons se popularizó en la programación del canal con emisiones de las 3:00 p.m. a 5:00 p.m. (hora México y Argentina). Más adelante, a principios del 2000, el bloque agregó las series Bob Esponja y Rocket Power.
Hasta 2003, NickToons se emitía por 2 horas y consistía en la transmisión de 4 series. Después, el bloque comenzó a transmitir mezclas de caricaturas originales durante las 2 horas del bloque, por lo que pasó a llamarse NickToons Mix. A partir de ese año, cambió de nombre a Nick Mix hasta 2005, cuando fue reemplazado por Nick Max. En este último, se emitieron las series Las aventuras de Jimmy Neutrón, Invasor Zim, La Robot Adolescente y Yakkity Yak. En 2006, tras su cambio de imagen visual ocurrido ese año, se agregaron más series recientes como Los padrinos mágicos (estrenada por Nickelodeon en la región a partir de los últimos episodios de la quinta temporada), Catscratch y Los X. Con estos cambios, se da la salida definitiva de las series clásicas producidas en los años 90, como Doug, La vida moderna de Rocko, CatDog y Los Castores Cascarrabias. Posteriormente, el bloque redujo su emisión a 1 hora, con 4 episodios cortos de 11 minutos de 4 NickToons por día al azar. Sin embargo, el bloque Nick Max dejó de emitirse en 2008.
A finales de 2009, un nuevo segmento de Nicktoons es introducido a la programación, siendo su duración de media hora. Dentro de este, cada día se presentan dos episodios de dos Nicktoons de producción reciente al azar como Bob Esponja, Los padrinos mágicos, El Tigre: Las Aventuras de Manny Rivera, La Granja, Mighty B!, la súper abeja y Los Pingüinos de Madagascar. Por otro lado, los Nicktoons clásicos pasaron a ser parte de la programación del bloque nocturno Nick Hits que se emitía los sábados y domingos a la noche en reemplazo de Nick at Nite. NickHits salió del aire en abril de 2010 con el cambio de logo y gráficas de Nickelodeon. Su emisión fue interrumpida por una nueva tanda comercial y no pudo concluir su transmisión.

### Como canal
NickToons fue lanzado como canal independiente el 4 de febrero de 2013 en México, y emitía series animadas que ya no eran transmitidas por Nickelodeon, junto con caricaturas en emisión por el canal principal. Meses después comenzó su expansión por algunas operadoras de cable en algunos países de la región, principalmente en México, Argentina, Colombia, Venezuela y Panamá, en especial por Claro TV.
El 1 de febrero de 2017 el canal cambió sus gráficas a las usadas en las versiones del Reino Unido, Alemania y el resto de Europa, y cambió su formato de programación con nuevas series y pocos comerciales. Las series se transmitían sin cortes comerciales.
A finales de 2020, Nicktoons deja de ser comercializado en Latinoamérica, siendo reemplazado manualmente por NickMusic en las pocas cableoperadoras que lo distribuían, como Claro TV. NickMusic en sí reemplazó directamente a VH1 MegaHits.